# Родригес, Яир
Яи́р Расиэ́ль Родри́гес Порти́льо (исп. Yair Raziel Rodríguez Portillo; род. 6 октября 1992, Парраль) — мексиканский боец смешанного стиля, представитель полулёгкой весовой категории. Выступает на профессиональном уровне начиная с 2011 года, известен по участию в турнирах бойцовской организации UFC, победитель бойцовского реалити-шоу The Ultimate Fighter. 
Бывший временный чемпион UFC в полулегком весе. Занимает 4 строчку официального рейтинга UFC в полулегком весе.

## Биография
Яир Родригес родился 6 октября 1992 года в городе Парраль штата Чиуауа, Мексика. В возрасте пяти лет начал серьёзно заниматься тхэквондо и впоследствии удостоился в этой дисциплине чёрного пояса. Позже пополнил свой бойцовский арсенал техниками из бокса и дзюдо.
Его двоюродный брат Мисаэль Родригес стал достаточно известным боксёром, призёр летних Олимпийских игр в Рио-де-Жанейро.

### Начало профессиональной карьеры
Дебютировал в смешанных единоборствах на профессиональном уровне в октябре 2011 года, выиграв у своего соперника по очкам в трёх раундах. Дрался в различных небольших промоушенах, преимущественно в Mexican Fighter Promotions — в течение трёх лет одержал четыре победы и потерпел только одно поражение.

### The Ultimate Fighter
В мае 2014 года стало известно, что Родригес примет участие в латиноамериканском сезоне популярного бойцовского реалити-шоу The Ultimate Fighter. Будучи представителем полулёгкой весовой категории, он присоединился к мексиканской команде Кейна Веласкеса, противостоявшей команде Фабрисиу Вердума, собранной из бойцов других стран Латинской Америки.
На стадиях четвертьфиналов и полуфиналов Родригес благополучно прошёл Умберто Брауна и Родольфо Рубио Переса соответственно, выиграв тем самым контракт с крупнейшей бойцовской организацией мира Ultimate Fighting Championship.

### Ultimate Fighting Championship
В финале TUF, состоявшемся в рамках турнира UFC 180, Родригес встретился с никарагуанцем Леонардо Моралесом и выиграл у него единогласным решением судей, став таким образом победителем шоу.
Продолжив выступать в UFC, в 2015 году взял верх над Чарльзом Розой, заработав бонус за лучший бой вечера, и выиграл у Дэна Хукера.
В 2016 году отметился победами над Андре Фили и Алексом Касересом, получив при этом награды за лучшее выступление вечера и лучший бой вечера.
В январе 2017 года вышел в клетку против ветерана ММА Би Джей Пенна — в одностороннем бою забил его всевозможными ударами и победил техническим нокаутом в начале второго раунда. Организаторы отметили эту победу ещё одной наградой за лучшее выступление вечера.
Его впечатляющая победная серия прервалась только в мае 2017 года после встречи с Фрэнки Эдгаром — из-за полученных повреждений в перерыве между вторым и третьем раундами врач запретил ему продолжать драться, и рефери зафиксировал технический нокаут.
Несмотря на достаточно хорошую статистику и 11 позицию в рейтинге полулёгкого веса UFC, в мае 2018 года Родригес был уволен из организации. Причиной послужили отказы от нескольких крупных боёв с его стороны, в том числе боец отказывался встречаться с Рикардо Ламасом и Забитом Магомедшариповым.
Однако в конечном счёте он вернулся в организацию и в ноябре 2018 года в главном бою вечера нокаутировал «Корейского зомби» Чон Чхан Сона. За этот бой Яир получил два бонуса: бой вечера и выступление вечера.
В сентябре 2019 года Родригес встретился с Джереми Стивенсом на турнире UFC Fight Night: Rodríguez vs. Stephens. Бой остановили уже на 15 секунде первого раунда из-за тычка в глаз, который получил Стивенс. Американский боец не смог продолжить поединок и бой был признан несостоявшимся.
4 декабря 2020 года USADA на 6 месяцев дисквалифицировало Родригеса, так как он трижды скрыл от допинг-офицеров свое местонахождение, а следовательно - не смог сдать тесты на запрещенные вещества.
Родригес должен был встретиться с Максом Холлоуйем 17 июля 2021 года на турнире UFC on ESPN 26. Возвращение Родригеса снова было отложено, поскольку 17 июня 2021 года стало известно, что Холлоуэй был вынужден сняться с боя из-за травмы.  Бой был перенесен на 13 ноября 2021 года на турнире UFC Fight Night 197. Родригес проиграл бой единогласным решением судей. Этот бой получил бонус «Бой вечера».
Родригес встретился с Брайаном Ортегой 16 июля 2022 года на турнире UFC on ABC 3. Он выиграл бой техническим нокаутом в первом раунде после того, как Ортега получил вывих плеча, из-за чего не смог продолжить бой. 
Родригес встретился с Джошем Эмметом за временный титул чемпиона UFC в полулегком весе 12 февраля 2023 года на турнире UFC 284. Он выиграл бой и титул удушающим приемом «треугольник» во втором раунде. Эта победа принесла ему бонус «Выступление вечера».
Родригес встретился с Александром Волкановски за титул чемпиона UFC в полулегком весе 8 июля 2023 года на турнире UFC 290. Он проиграл бой техническим нокаутом в третьем раунде и утратил титул временного чемпиона.
Родригес встретился с Брайаном Ортегой в матч-реванше 24 февраля 2024 года на турнире UFC Fight Night 237. Он проиграл в третьем раунде удушающим приемом «Ручной треугольник». 
Сообщается, что Родригес должен был встретиться с Диего Лопесом 29 марта 2025 года на турнире UFC на ESPN 64. Однако позже Лопес сообщил, что контракта на этот бой не было.
Родригес должен встретиться с бывшим чемпионом Bellator в легком и полулегком весе Патрисио Питбулем 12 апреля 2025 года на турнире UFC 314.

## Статистика в профессиональном ММА
| Боёв 27         | Побед 21 | Поражений 5 |
| --------------- | -------- | ----------- |
| Нокаутом        | 8        | 3           |
| Сдачей          | 6        | 1           |
| Решением        | 7        | 1           |
| Не состоявшихся | 1        | 1           |

| Результат    | Рекорд   | Соперник              | Способ                     | Турнир                                       | Дата             | Раунд | Время | Место                         | Примечание                                                                         |  |
| ------------ | -------- | --------------------- | -------------------------- | -------------------------------------------- | ---------------- | ----- | ----- | ----------------------------- | ---------------------------------------------------------------------------------- |  |
| Победа       | 21-5 (1) | Патрисиу Питбуль      | Единогласное решение       | UFC 314                                      | 12 апреля 2025   | 3     | 5:00  | Майами, Флорида, США          |                                                                                    |  |
| Поражение    | 20-5 (1) | Брайан Ортега         | Сдача (ручной треугольник) | UFC Fight Night: Морено vs. Ройвал 2         | 24 февраля 2024  | 3     | 0:58  | Мехико, Мексика               |                                                                                    |  |
| Поражение    | 20-4 (1) | Александр Волкановски | TKO (удары)                | UFC 290                                      | 8 июля 2023      | 3     | 4:19  | Лас-Вегас, Невада, США        | Бой за титул чемпиона UFC в полулегком весе                                        |  |
| Победа       | 20-3 (1) | Джош Эмметт           | Сдача (треугольник)        | UFC 284                                      | 11 февраля 2023  | 2     | 4:19  | Перт, Австралия               | Завоевал титул временного чемпиона UFC в полулёгком весе; «Выступление вечера» (4) |  |
| Победа       | 19-3 (1) | Брайан Ортега         | TKO (травма плеча)         | UFC Fight Night: Ортега vs. Родригес         | 16 июля 2022     | 1     | 4:11  | Элмонт, Нью-Йорк, США         |                                                                                    |  |
| Поражение    | 18-3 (1) | Макс Холлоуэй         | Единогласное решение       | UFC Fight Night: Холлоуэй vs. Родригес       | 13 ноября 2021   | 5     | 5:00  | Лас-Вегас, Невада, США        | «Лучший бой вечера» (5)                                                            |  |
| Победа       | 18-2 (1) | Джереми Стивенс       | Единогласное решение       | UFC on ESPN: Reyes vs. Weidman               | 18 октября 2019  | 3     | 5:00  | Бостон, США                   | «Лучший бой вечера» (4)                                                            |  |
| Не состоялся | 17-2 (1) | Джереми Стивенс       | NC (нет результата)        | UFC Fight Night: Rodríguez vs. Stephens      | 21 сентября 2019 | 1     | 0:15  | Мехико, Мексика               | Стивенс получил тычок в глаз и не смог продолжить бой                              |  |
| Победа       | 17-2     | Чон Чхан Сон          | KO (удар локтем)           | UFC Fight Night: Korean Zombie vs. Rodríguez | 10 ноября 2018   | 5     | 4:59  | Денвер, США                   | «Лучший бой вечера» (3);«Выступление вечера» (3)                                   |  |
| Поражение    | 16-2     | Фрэнки Эдгар          | TKO (остановлен врачом)    | UFC 211                                      | 13 мая 2017      | 2     | 5:00  | Даллас, США                   |                                                                                    |  |
| Победа       | 16-1     | Би Джей Пенн          | TKO (удары)                | UFC Fight Night: Rodríguez vs. Penn          | 15 января 2017   | 2     | 0:24  | Финикс, США                   | «Выступление вечера» (2)                                                           |  |
| Победа       | 15-1     | Алекс Касерес         | Раздельное решение         | UFC Fight Night: Rodríguez vs. Caceres       | 6 августа 2016   | 5     | 5:00  | Солт-Лейк-Сити, США           | «Лучший бой вечера» (2)                                                            |  |
| Победа       | 14-1     | Андре Фили            | KO (удар ногой в голову)   | UFC 197                                      | 23 апреля 2016   | 2     | 2:15  | Лас-Вегас, США                | «Выступление вечера» (1)                                                           |  |
| Победа       | 13-1     | Дэн Хукер             | Единогласное решение       | UFC 192                                      | 3 октября 2015   | 3     | 5:00  | Хьюстон, США                  |                                                                                    |  |
| Победа       | 12-1     | Чарльз Роза           | Раздельное решение         | UFC 188                                      | 13 июня 2015     | 3     | 5:00  | Мехико, Мексика               | «Лучший бой вечера» (1)                                                            |  |
| Победа       | 11-1     | Леонардо Моралес      | Единогласное решение       | UFC 180                                      | 15 ноября 2014   | 3     | 5:00  | Мехико, Мексика               | Выиграл The Ultimate Fighter: Latin America в полулёгком весе                      |  |
| Победа       | 10-1     | Родольфо Рубио Перес  | Сдача (Треугольник)        | The Ultimate Figher: Latin America           | 18 июня 2014     | 1     | 3:35  | Лас-Вегас, Невада, США        | Полуфинальный поединок                                                             |  |
| Победа       | 9-1      | Анжело Дуарте         | Сдача (рычаг локтя)        | NP: High Altitude Face Off 6                 | 4 апреля 2014    | 1     | 2:12  | Аламоса, США                  |                                                                                    |  |
| Победа       | 8-1      | Эдгар Хуарес          | KO (летучее колено)        | Mexican Fighter Promotions 14                | 16 февраля 2013  | 1     | 0:13  | Чиуауа, Мексика               | Дебют в лёгком весе                                                                |  |
| Поражение    | 7-1      | Льюис роберто Херрера | KO (удары руками)          | Mexican Fighter Promotions 13                | 20 декабря 2012  | 1     | 1:21  | Чиуауа, Мексика               | Утратил титул чемпиона FMP в полулегком весе                                       |  |
| Победа       | 7–0      | Рикардо Алькала       | KO (колено)                | Mexican Fighters Promotions 11               | 25 мая 2012      | 1     | 0:20  | Чиуауа, Мексика               | Защитил (1) титул чемпиона FMP в полулегком весе                                   |  |
| Победа       | 6-0      | Карлос Рикардо        | Сдача (треугольник)        | The Supreme Cage 1                           | 10 марта 2012    | 3     | 0:50  | Монтеррей, Мексика            |                                                                                    |  |
| Победа       | 5–0      | Луис Роберто Эррера   | Сдача (удушение сзади)     | Mexican Fighters Promotions 10               | 3 марта 2012     | 2     | 2:200 | Идальго-дель-Парраль, Мексика |                                                                                    |  |
| Победа       | 4–0      | Эдгар Бальдеррама     | Сдача (удушение сзади)     | Jueves DIC 22                                | 22 декабря 2011  | 1     | 2:13  | Чиуауа, Мексика               |                                                                                    |  |
| Победа       | 3-0      | Джонатан Гусман       | Единогласное решение       | Mexican Fighter Promotions 8                 | 10 октября 2011  | 3     | 3:00  | Мехико, Мексика               | Завоевал титул чемпиона FMP в полулегком весе                                      |  |
| Победа       | 2–0      | Вилли Мартинес        | TKO (удары)                | Mexican Fighters Promotions 7                | 30 июля 2011     | 3     | 2:22  | Чиуауа, Мексика               | Бой в полулёгком весе                                                              |  |
| Победа       | 1–0      | Луис Даниэль Гонсалес | KO (удар ногой в воздухе)  | Mexican Fighters Promotions 5                | 29 января 2011   | 1     | 1:37  | Идальго-дель-Парраль, Мексика | Дебют в легчайшем весе                                                             |  |

### The Ultimate Fighter Latin America
| Боёв 1   | Побед 1 | Поражений 0 |
| -------- | ------- | ----------- |
| Нокаутом | 0       | 0           |
| Сдачей   | 1       | 0           |
| Решением | 0       | 0           |

| Результат | Рекорд | Соперник      | Способ              | Турнир                                                           | Дата        | Раунд | Время | Место                  | Примечание                 |
| --------- | ------ | ------------- | ------------------- | ---------------------------------------------------------------- | ----------- | ----- | ----- | ---------------------- | -------------------------- |
| Победа    | 1-0    | Умберто Браун | Сдача (Треугольник) | The Ultimate Figher: Latin America Season 1 Quarterfinals, Day 4 | 30 мая 2014 | 2     | 2:18  | Лас-Вегас, Невада, США | Четвертьфинальный поединок |